# 제5통신사령부
제5통신사령부(5th Signal Command)는 미국 유럽 육군의 전술 및 전략 통신부대였다.

## 역사
1958년 3월 20일, 유럽 통신사령부가 USAREUR 일반명령 제81호에 따라 창설되었다.
1964년 7월 1일, 유럽 전략교신사령부로 재편성되었다.
1970년 2월 24일, 제7통신여단이 사령부에 예속되었다.
1972년, 베트남 공화국에서 철수한 제1통신여단 예하 제12통신단이 독일로의 재배치되면서 사령부에 배속되었다. 제12통신단은 1975년 7월에 해산하였다.
1973년 10월, 유럽 육군교신사령부로 재편성되고, 이듬해 1974년, 슈베칭겐 킬보른 막사에서 제5통신사령부로 재편성된 뒤, 보름스의 Taukkunen 막사로 이사하였다. 일부는 제7통신여단, 본부로 재편성되었다. 7월 1일, 제2통신여단이 사령부에 예속되었다.
1996년 9월, 카를스루에 군사공동체 폐쇄가 요구되자, 제7통신여단과 예속부대는 설리번 막사와 테일러 막사로 이사하였다. 제5통신사령관은 만하임 군사공동체의 지휘관으로 지정되었다.
2014년 5월 16일, 제7통신여단이 해산하였다.
2016년 11월 4일, 미국 유럽 육군은 제5통신사령부를 해체하고 전략 통신 기능을 제2통신여단으로 넘길 예정이라고 보도하였다. 제2통신여단은 제5통신사령부를 대신하여 유럽 사령부와 아프리카 사령부 작전 지역에서의 대한 합동, 다국적 작전에 통신지원을 수행하게 된다. 2017년 8월 4일, 루시우스 D. 클레이 막사에서 43년간 임무를 마치고 부대기를 반납하는 비활성화 행사를 마지막으로 공식적으로 해체되었다.

## 편성

### 배속
- 통신사령부, 1958년 3월 20일
- 유럽 전략교신사령부, 1964년 7월 1일
- 유럽 육군교신사령부, 1973년 10월
- 미국 유럽 육군, 1974년

### 부대
여단
- 제2통신여단; 1974년 7월 1일 ~ 2017년 8월 4일
- 제7통신여단; 1970년 2월 24일 ~ 2014년 5월 16일, 해산
- 제160통신여단; 1979년 10월 1일 ~ 1991년 8월 23일, 해산

단
- 제4통신단; 1973년 ~ 1974년 8월 12일, 해산
- 제12통신단; 1972년 ~ 1975년 7월, 해산
- 제22통신단 - 유럽사령부 지원; 1964년 2월 ~ 1974년 8월 12일, 해산
- 제106통신단 - 중계소 운영; 1964년 7월 1일 ~ 1967년 11월
- 제160통신단; 1974년 7월 1일 ~ 1979년 10월 1일, 여단화
- 제516통신단 - 미국 유럽 육군 지원; 1954년 2월 10일 ~ 1973년 11월 13일, 해산

대대
- 제59항공교통관제대대 (전 '제16항공분견대', 후 '제58항공연대, 3대대')[3]
- 제68통신대대
- 제102통신대대 - 중앙군집단(CENTAG) 지원
- 제447통신건설대대 (지원)
- 제6981민간노무대대 (CSC)
- 유럽 육군 통신근무대대 (Army Signal Service Battalion, Europe)
- 지휘통제대대 (Command & Control Battalion) - 슈베칭겐, 킬보른 막사

그 외
- 지역정비보급시설 (AMSF)
- 제7217공군사단(TUSLOG), 제169분견대 - 터키, 스노프

Center
- 유럽 교신통제소 (CCC-E)
- 전구지휘통제소 (TCCC)
- 전구교신보안물류지원소 (TCLSC)
- USACC-중동
  - USACC-이란 - 이란, 테헤란
  - USACC-사우디아라비아 - 사우디아라비아, 바란

기관
- 유럽 교신국 (USACA-E)
- 유럽 교신기술시설국 (USACEIA-E); 1968년 ~ ?
- 유럽 통신전기기술시설국 (CEEIA-EUR)

## 기록

### 계보
- 1958년 3월 20일 - U.S. Army Signal Command, Europe
  - →유럽 통신사령부
- 1961년 2월 1일 - Headquarters and Headquarters Detachment, U.S. Army Signal Brigade, Europe (Provisional)
  - →유럽 임시통신여단, 본부 및 본부분견대
- 1964년 7월 1일 - U.S. Army Strategic Communications Command-Europe (USASCC-E)
  - →유럽 전략교신사령부
- 1973년 10월 - Army Communications Command-Europe (ACC-E)
  - →육군 유럽 교신사령부
- 1974년 7월 1일 - Headquarters and Headquarters Company, 5th Signal Command
  - →제5통신사령부, 본부 및 본부중대

### 스트리머
| 스트리머          | 내역          |
| ----------------- | ------------- |
| 육군 우수부대표창 | 2002년~2003년 |

## 역대 지휘관
| 계급 | 성명                   | 취임일           | 이임일           |
| ---- | ---------------------- | ---------------- | ---------------- |
| 대령 | Charles "Rob" Parker   | 2016년 7월 15일  | 2017년 8월 4일   |
| 대령 | Jimmy L. Hall Jr.      | 2014년 5월 19일  | 2016년 7월 15일  |
| 대령 | Mitchell L. Kilgokilgo | 2013년 6월 7일   | 2014년 5월 19일  |
| 준장 | Bruce T. Crawford      | 2011년 7월 25일  | 2013년 6월 7일   |
| 준장 | Jeffrey G. Smith Jr.   | 2008년 2월 27일  | 2011년 7월 25일  |
| 준장 | Susan S. Lawrence      | 2007년 6월 14일  | 2008년 2월 27일  |
| 준장 | Dennis L. Via          | 2005년 8월 17일  | 2007년 6월 14일  |
| 준장 | Carroll F. Pollett     | 2003년 3월 4일   | 2005년 8월 17일  |
| 소장 | Marilyn A. Quagliotti  | 2000년 6월 27일  | 2003년 3월 4일   |
| 준장 | John P. Cavanaugh      | 1998년 9월 14일  | 2000년 6월 27일  |
| 준장 | Robert L. Nabors       | 1996년 11월 22일 | 1998년 8월 14일  |
| 대령 | D. E. Peyton           | 1995년 7월 13일  | 1996년 11월 22일 |
| 준장 | C. G. Sutten Jr.       | 1992년 7월 7일   | 1995년 7월 13일  |
| 준장 | D. E. White            | 1990년 8월 2일   | 1992년 7월 7일   |
| 준장 | A. J. Mallette         | 1989년 11월 8일  | 1990년 8월 2일   |
| 준장 | S. A. Leffler          | 1987년 9월 4일   | 1989년 11월 8일  |
| 준장 | J. D. Schott           | 1986년 6월 23일  | 1987년 9월 4일   |
| 준장 | L. M. Childschilds     | 1984년 8월 3일   | 1986년 6월 23일  |
| 준장 | N. E. Archibald        | 1980년 9월 22일  | 1984년 8월 3일   |
| 준장 | C. E. McKnight Jr.     | 1978년 12월 5일  | 1980년 9월 22일  |
| 준장 | J. C. Racke            | 1975년 8월 11일  | 1978년 12월 5일  |
| 준장 | R. W. Sewnson          | 1972년 6월 17일  | 1975년 8월 11일  |
| 대령 | K. E. Shiflet          | 1972년 5월 9일   | 1972년 6월 17일  |
| 준장 | C. R. Myer             | 1969년 11월 24일 | 1972년 5월 9일   |
| 준장 | T. K. Trigg            | 1968년 7월 1일   | 1969년 11월 24일 |
| 준장 | J. E. Kelsey           | 1966년 7월 20일  | 1968년 7월 1일   |
| 준장 | W. B. Bess             | 1965년 10월 1일  | 1966년 7월 20일  |
| 대령 | I. R. Obenchain Jr.    | 1964년 7월 1일   | 1965년 10월 1일  |
| 대령 | Gordon B. Cauble       | 1961년 2월 1일   | 1964년 7월 1일   |
| 준장 | R. J. Meyer            | 1960년 2월 8일   | 1961년 2월 1일   |
| 준장 | William D. Hamlin      | 1958년 3월 20일  | 1960년 2월 8일   |

## 같이 보기
- 만하임
- 제7군 (미국)

## 참고
1. ↑  “5th Signal Command inactivates, 2nd Strategic Signal Brigade restructures” (영어). United States Army Europe Public Affair Office. 2016년 11월 4일. 2017년 12월 3일에 확인함.
2. ↑  William B King (2017년 8월 4일). “5th Signal Command cases colors after 43 years in Europe” (영어). 2nd Signal Brigade Public Affair Office. 2017년 12월 3일에 확인함.
3. ↑  “59th Air Traffic Control Battalion”. 《www.usarmygermany.com》 (영어). 2019년 2월 24일에 확인함.

- “5th Signal Command (Theater) - Unit History”. 《www.5sigcmd.army.mil》 (영어). 2016년 11월 23일에 원본 문서에서 보존된 문서. 2017년 12월 3일에 확인함.
- “Headquarters and Headquarters Company 5th Signal Command (Dragon Warriors)” (영어). 미국 육군 역사관. 2005년 9월 30일. 2017년 12월 3일에 확인함.
- “Strategic Communications Command-Europe”. 《usarmygermany.com》 (영어). 2017년 12월 3일에 확인함.
- “5th Signal Command”. 《usarmygermany.com》 (영어). 2017년 12월 3일에 확인함.